# Westliche Qing-Gräber

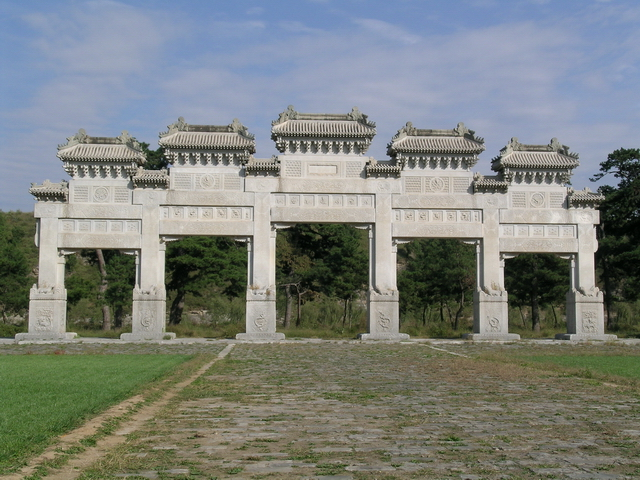
Paifang des Tailing-Mausoleums

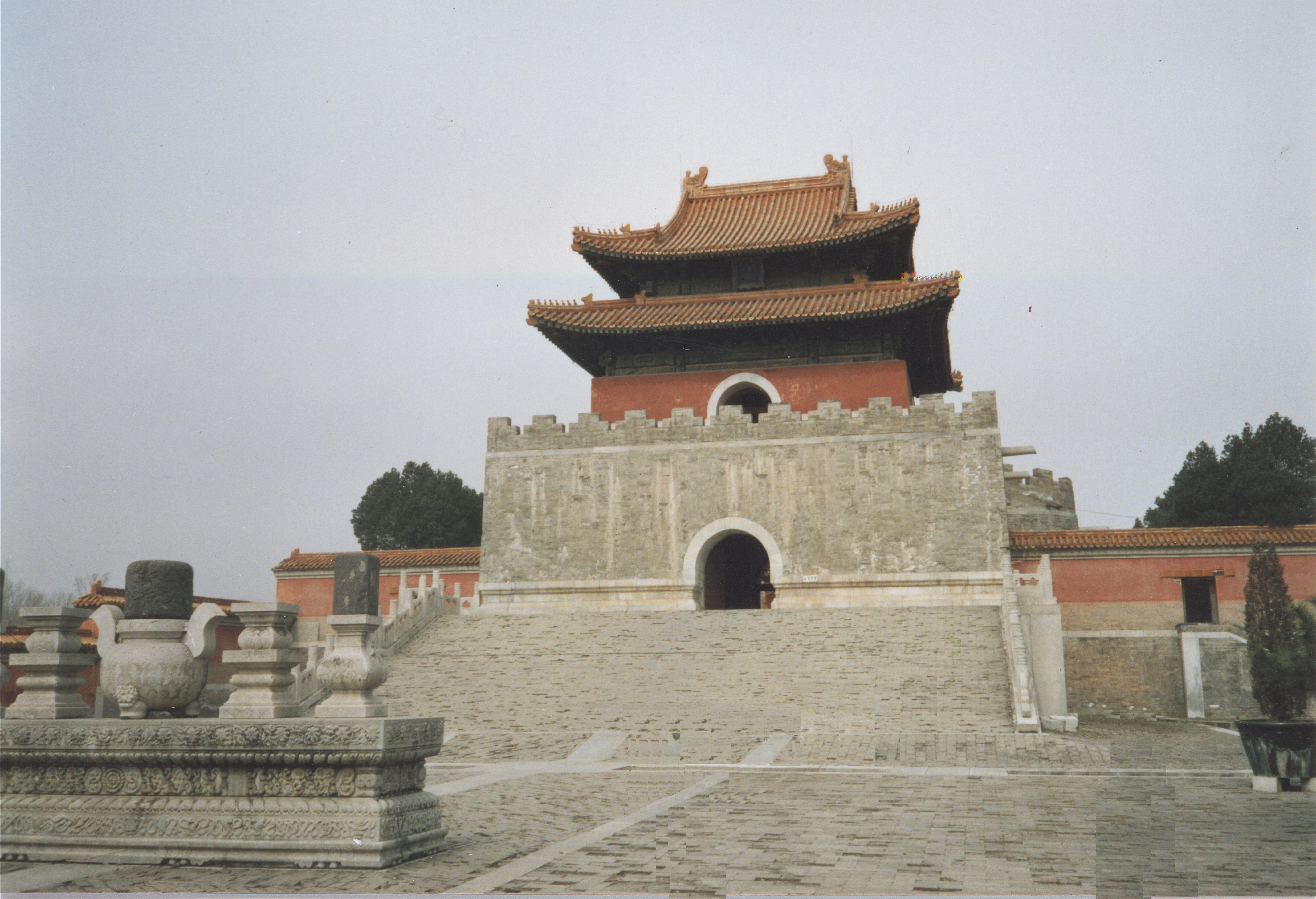
Tailing-Mausoleum

Die Westlichen Qing-Gräber (chinesisch 清西陵, Pinyin Qīng xīlíng, englisch Western Qing tombs / West Imperial Tombs of the Qing Dynasty / Western Royal Tombs of the Qing Dynasty / West Mausoleum of the Qing Dynasty) sind vier Kaisergräber der Qing-Dynastie im Kreis Yi von Baoding in der chinesischen Provinz Hebei. An der Stätte befinden sich auch viele Nebengräber. Die Stätte wurde in der Yongzheng-Zeit (1723–1735) angelegt, das Mausoleum Tailing liegt in ihrem Zentrum.

## Westliche Qing-Gräber
| Name des Mausoleums (Pinyin/chin.) | Kaiser         | Lebenszeit           |
| Tailing 泰陵                       | Yongzheng 雍正 | 1678–1735, 3. Kaiser |
| Changling 昌陵                     | Jiaqing 嘉庆   | 1760–1820, 5. Kaiser |
| Muling 慕陵                        | Daoguang 道光  | 1782–1850, 6. Kaiser |
| Chongling 崇陵                     | Guangxu 光绪   | 1871–1908, 9. Kaiser |

Sie stehen seit 1961 auf der Liste der Denkmäler der Volksrepublik China (1-180) und auf der Liste des UNESCO-Welterbes.

### Nachschlagewerke
- Zhongguo da baike quanshu: Wenwu. Bowoguan [Große chinesische Enzyklopädie: Band Kulturgüter. Museen]. Beijing: Zhongguo da baike quanshu chubanshe, 1993
- Cihai [„Meer der Wörter“]; Shanghai: Shanghai cishu chubanshe 2002; ISBN 7-5326-0839-5